# Fiesta de los toros en Castilla-La Mancha

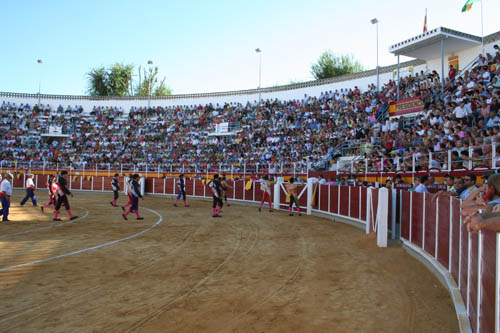
Plaza de toros de Manzanares, coso taurino en el que Ignacio Sánchez Mejías sufrió una cornada mortal en 1934.

Fiesta de los toros en Castilla-La Mancha hace referencia a las corridas de toros que se ofrecen al público en los cosos taurinos, estables o portátiles, de la comunidad autónoma española de Castilla-La Mancha. Desde 2011 cuenta con el estatus de bien de interés cultural.

## Historia
La relación entre el ser humano y el toro se remonta a tiempos muy remotos y puede rastrearse hasta el Paleolítico numerosas manifestaciones que expresan con claridad esa estrecha vinculación. Las representaciones de bóvidos en las cuevas paleolíticas reflejan la admiración de los humanos hacia estos animales, cuya presencia en estos paneles rupestres es interpretada como elementos simbólicos vinculados con ritos de fertilidad y fecundidad.
El protagonismo de la figura del toro continuará en la pintura levantina, contando con abundantes ejemplos en la geografía peninsular, entre los que se pueden destacar las representaciones de toros en Cocinilla del Obispo, Barranco del Navazo y Barranco de las Olivas en la provincia de Albacete y en Villar del Humo en la provincia de Cuenca. A partir de los tiempos neolíticos todo el ámbito mediterráneo está profusamente jalonado de múltiples asentamientos humanos en los que las imágenes de bóvidos adquieren un especial relieve.
Resulta significativo que la entrada de la península ibérica en los tiempos históricos a través de relatos semilegendarios se realice mediante ciertas descripciones de autores grecolatinos, que destacan las riquezas de Tartessos, comentando, entre otras curiosidades, la calidad de sus ganados vacunos, como los que criaba Gerión, mítico rey de Tartessos, que padeció el robo de sus mejores toros por parte de Hércules. Los pueblos prerromanos peninsulares también concedieron una gran importancia al toro y buena muestra de ello es la frecuente aparición en la plástica ibérica de representaciones de bóvidos, pudiendo citar como ejemplos recuperados en la comunidad autónoma las esculturas de Alhambra y Alcubillas (Ciudad Real) y, especialmente, el famoso toro androcéfalo de Balazote (Albacete). Estas imágenes, que suelen aparecer en entornos sagrados, fundamentalmente necrópolis, expresan con un claro simbolismo religioso la fuerza genésica del toro, a la vez que cumplen la función de protectores de los difuntos.
La relación entre toros y divinidad se mantendrá en época cristiana, de hecho, resulta bastante llamativo que algunas de las referencias más antiguas a la práctica de fiestas de toros similares a las actuales se encuentran en textos del siglo XIII relacionados con relatos marianos, concretamente las Cantigas de Alfonso X y los Milagros de Nuestra Señora de Gonzalo de Berceo. En las cantigas 144 y 351 se refiere la celebración de corridas de toros y en la compilación de Berceo la actuación milagrosa de la Virgen para salvar a un monje de ser alcanzado por un toro. Por todo el territorio peninsular existen leyendas y tradiciones sobre intervenciones milagrosas divinas para socorrer a hombres acosados por toros. Un buen ejemplo en la región sería el Cristo de Torrijos que libró a un picador de ser corneado por un toro.

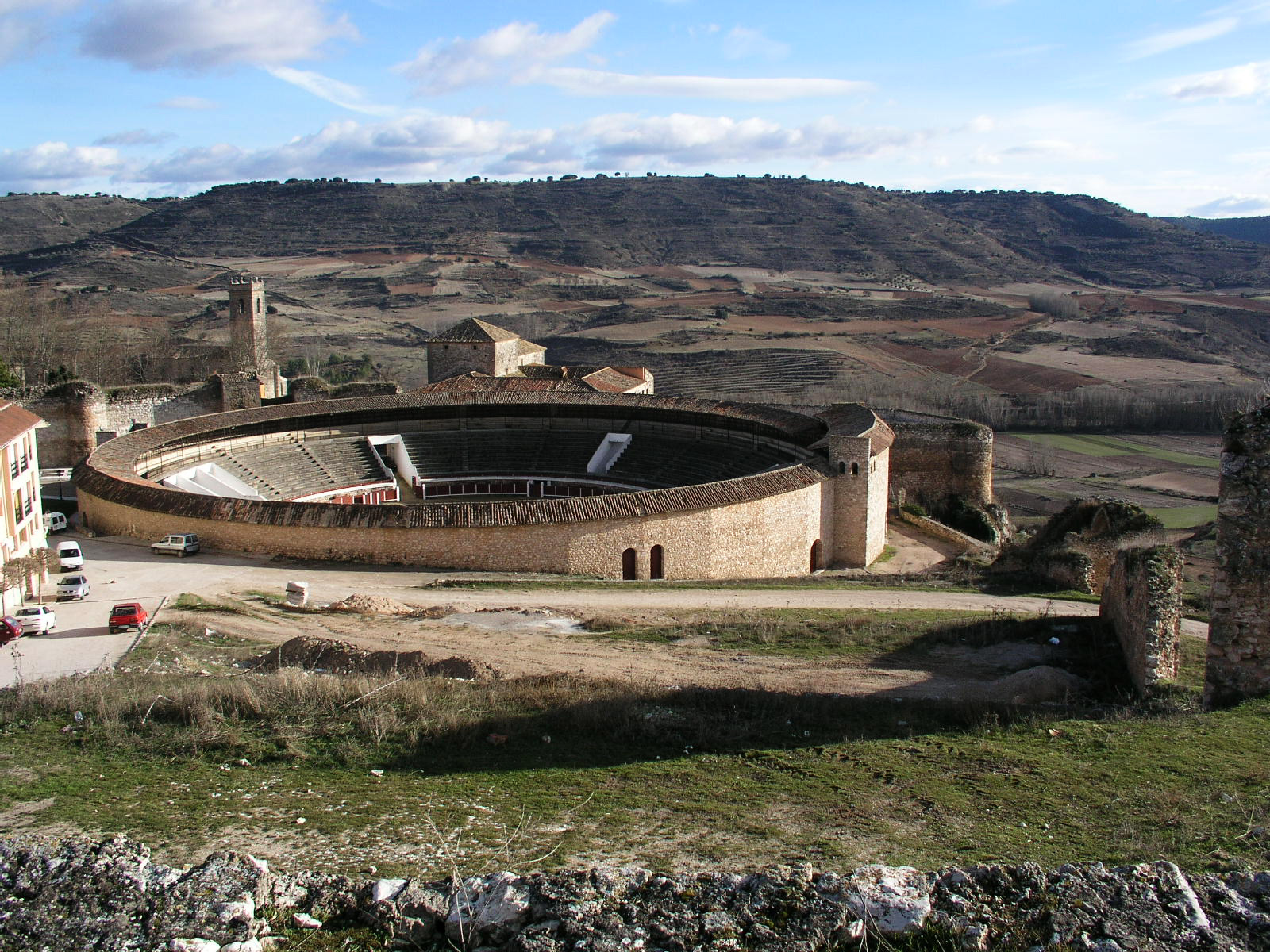
Plaza de toros de Brihuega

Las referencias más antiguas a la celebración de festejos taurinos en el territorio que constituye en la actualidad Castilla-La Mancha proceden de finales del siglo XIII. Concretamente se puede mencionar la fiesta de toros que Sancho IV ofreció al pueblo de Molina en junio de 1293. En el siglo XV se produjo cierto auge de las corridas y parece que a ello contribuyó el apoyo otorgado por el rey Juan II, que fomentó el desarrollo de espectáculos taurinos con la participación de nobles locales, como sucedió en 1433 en la plaza de Zocodover de Toledo y en 1434 en la localidad de Escalona. Por estos mismos años se tienen algunas referencias de la práctica de preparar la llegada de toros desde el campo a las poblaciones donde se celebraban posteriormente acontecimientos taurinos. De esta forma pudieron surgir los denominados “encierros”, de larga tradición en la región, como se atestigua en Almodóvar del Campo (Ciudad Real), donde se celebran unos de los encierros más antiguos de España, pues algunos autores estiman que podrían remontarse a comienzos del siglo XVI. También merecen ser citados otros afamados encierros como los de Brihuega (Guadalajara), constatados documentalmente, al menos, desde 1584. La celebración de corridas para homenajear a personajes pertenecientes a la realeza continuará a lo largo del siglo XVI. Así pueden citarse las ofrecidas por las ciudades de Toledo y Guadalajara en 1502 en honor de Felipe el Hermoso, la organizada en Guadalajara en 1525 para recibir a Francisco I de Francia o la celebrada en Toledo en 1562 con motivo de la boda de Felipe II e Isabel de Valois.
Las Relaciones Topográficas encargadas por Felipe II recogen en algunos casos la descripción de celebraciones taurinas como las que se desarrollaban en Carrascosa del Campo (Cuenca) en honor a santa Ana, patrona de esta localidad, que ya entonces contaba con un coso adosado a la iglesia. Las noticias más antiguas que se conservan en el Archivo Histórico Provincial de Albacete de la celebración de fiestas de toros en esta ciudad datan de 1529, cuando las autoridades albaceteñas decidieron celebrar en la plaza del Altozano una corrida de toros al coincidir en el mismo día la fiesta del Corpus y la de San Juan.

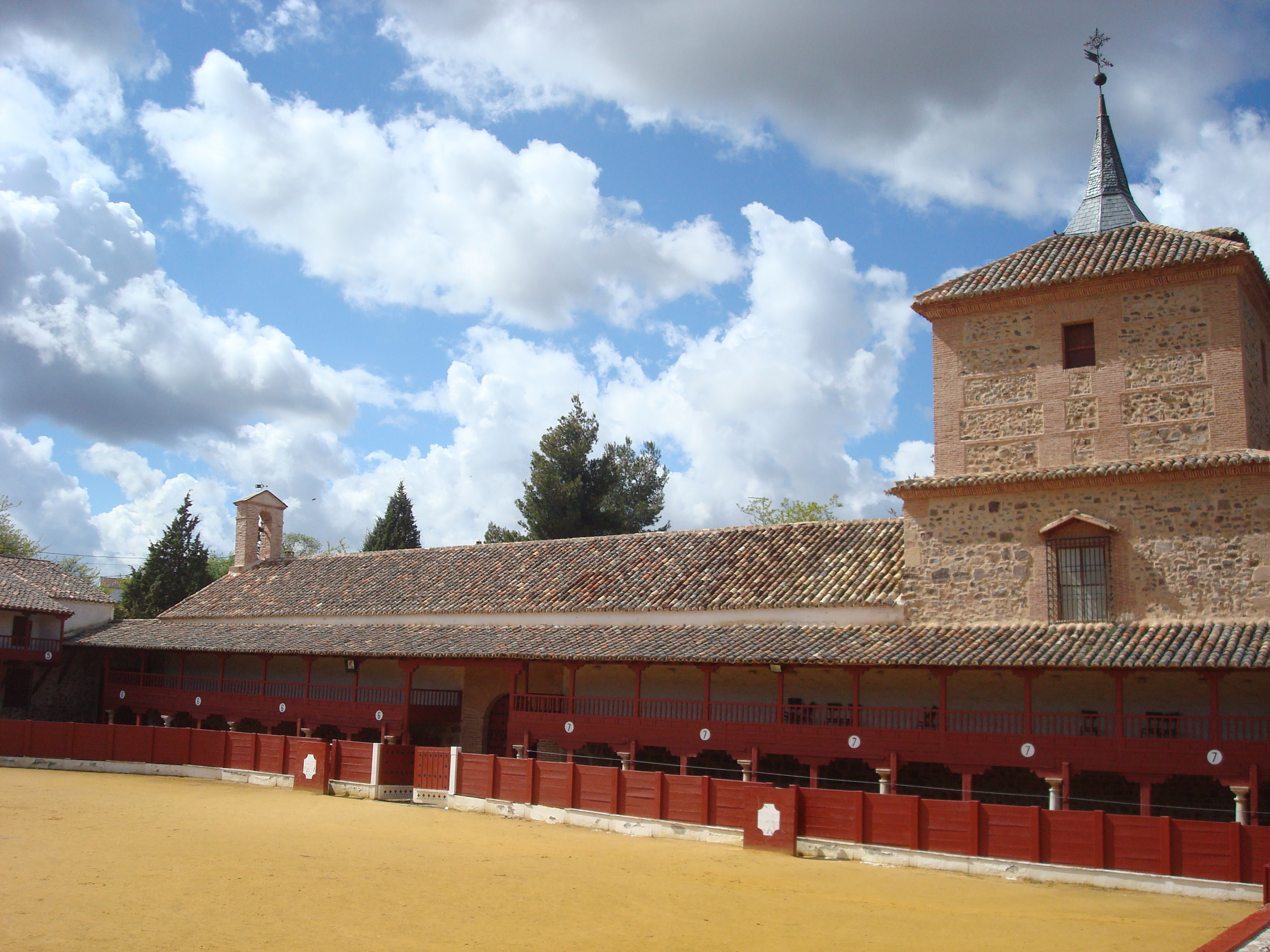
Plaza de toros cuadrada de Santa Cruz de Mudela

A lo largo del siglo XVII siguen siendo habituales los festejos taurinos en distintos lugares de la actual comunidad de Castilla-La Mancha, que de forma habitual utilizarán la plaza principal de la localidad, aunque parece que empieza a plantearse la necesidad de construir recintos exclusivos para este tipo de celebraciones, edificándose plazas de toros como la situada en el Santuario de Nuestra Señora de las Virtudes en Santa Cruz de Mudela (Ciudad Real).
No obstante, parece que será en el siglo XVIII cuando empiece a proliferar la construcción de plazas de toros como la de Almadén y la de Nuestra Señora de las Nieves en Almagro. Tras un cierto declive desde finales del siglo XVIII, en gran medida debido a la prohibición de los festejos taurinos por parte de Carlos IV, a partir de mediados del siglo XIX se asiste a un nuevo auge de las celebraciones taurinas en la región, a lo que contribuirá la aparición de toreros de esta tierra como Antonio Verde “el Tato” de Toledo y Ángel Pastor de Ocaña. Merece ser destacada la figura de la primera mujer torera de la región, Ignacia Fernández “La Guerrita”, que se puede considerar como el precedente de otras mujeres matadoras de toros como la albaceteña Maribel Atiénzar, que fue una de las primeras en incorporarse a esta actividad tras eliminarse en 1974 la norma que prohibía a las mujeres ser toreras.

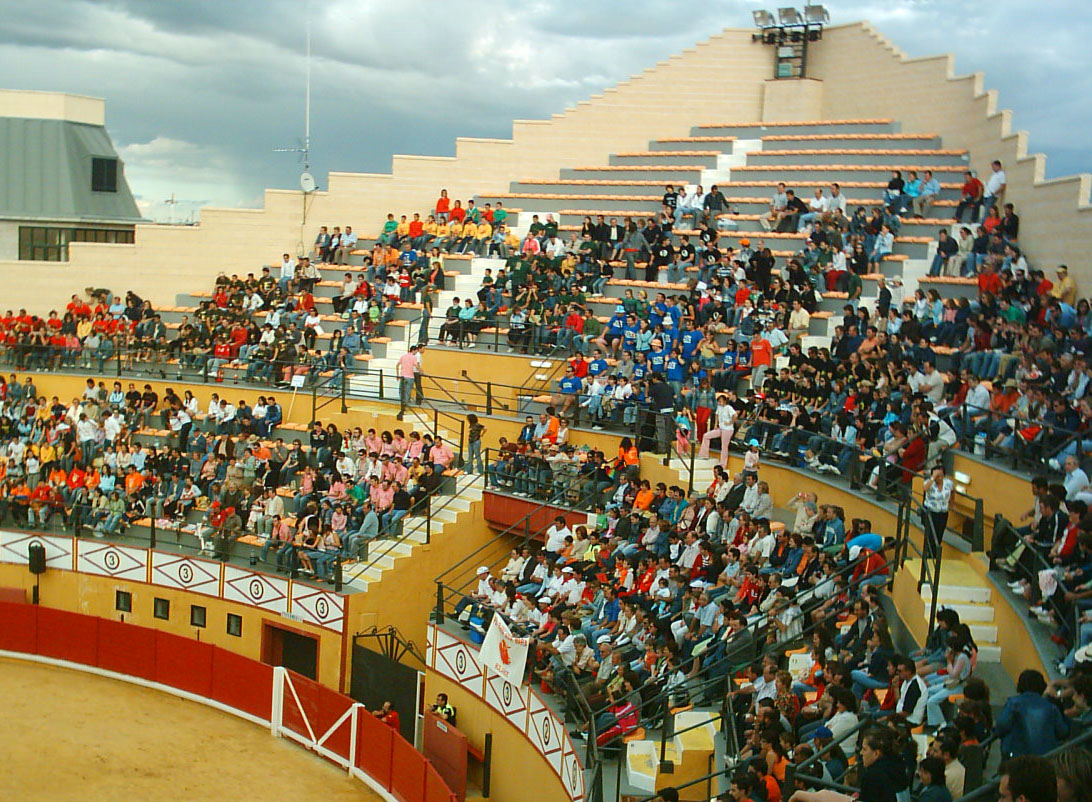
Aficionados a la fiesta de los toros en Bolaños de Calatrava

La aparición de grandes figuras del toreo como Joselito, Dominguín y Manolete dio en el siglo XX un nuevo impulso a la fiesta de los toros en toda España, realidad a la que no fue ajena la comunidad, floreciendo por todos los rincones de la geografía regional espectáculos taurinos, que en algunos casos han quedado como referentes para la historia taurina por grandes faenas, pero también, por trágicos acontecimientos como la muerte de Joselito el 16 de mayo de 1920 en la plaza de toros de Talavera de la Reina o la de Ignacio Sánchez Mejías como consecuencia de la cornada sufrida en agosto de 1934 en la plaza de toros de Manzanares.
Por los distintos cosos de la región han toreado las mejores figuras del toreo contemporáneo y, además, Castilla-La Mancha ha sido cuna de destacados toreros, que han dejado memorables muestras de su buen hacer artístico tanto por la geografía peninsular como en plazas francesas e iberoamericanas. Sin ánimo de hacer una relación exhaustiva se podrían mencionar, entre otros muchos, a Morenito de Talavera, José Luis de la Casa, Gabriel de la Casa, Domingo González “Dominguín”, Manuel Jiménez “Chicuelo II”, Dámaso González, Mariano, Pedro, Luis y Jerónimo Montes, Domingo Ortega, Juan Montero, Pedrés, Gregorio Sánchez, Paco Alcalde, Manuel Caballero, Calatraveño, Sánchez Puerto, Víctor Puerto y Aníbal Ruiz.

## Estatus patrimonial
El 22 de diciembre de 2011, la fiesta de los toros en Castilla-La Mancha fue declarada Bien de Interés Cultural, mediante un decreto publicado el día 26 de ese mismo mes en el Diario Oficial de Castilla-La Mancha, con la rúbrica de Jesús Labrador Encinas, secretario de Consejo de Gobierno.